# Comuna Lutîșce, Ohtîrka
Lutîșce (în ucraineană Лутище) este o comună în raionul Ohtîrka, regiunea Sumî, Ucraina, formată din satele Lutîșce (reședința) și Ukraiinka.

## Demografie
Componența lingvistică a comunei Lutîșce
     Ucraineană (94,89%)
     Rusă (4,75%)
     Alte limbi (0,36%)
Conform recensământului din 2001, majoritatea populației comunei Lutîșce era vorbitoare de ucraineană (94,89%), existând în minoritate și vorbitori de rusă (4,75%).